# Franz Erhard Walther
Franz Erhard Walther, né le 22 juillet 1939 à Fulda, est un artiste allemand.